# Juan Carlos Jaliff
Juan Carlos Jaliff (9 de febrero de 1951,departamento de San Martín, Mendoza)  es un abogado, escribano y político perteneciente a la Unión Cívica Radical. Fue vicegobernador de Mendoza y actualmente se desempeña como Presidente Provisional de la cámara de senadores provinciales.

## Biografía[1][2]
Nació en el 9 de febrero de 1951 en el departamento de San Martín. Está casado con María Nidia Vacas y tiene tres hijos. Se recibió de abogado y escribano en la Universidad Nacional del Litoral.[cita requerida]

### Trayectoria política
Durante la gobernación del radical Roberto Iglesias fue su Ministro de Gobierno (1999-2003) y en el año 2003 acompañó a Julio Cobos como su compañero de fórmula y asume como Vicegobernador de la provincia para el período (2003-2007), tuvo un paso fugaz como presidente del Instituto Nacional de Vitivinicultura.
En el 2009 resultó elegido Senador Provincial de Mendoza logrando su reelección en 2013 y 2017.
En las Elecciones provinciales de Mendoza de 2011 fue nuevamente candidato a vicegobernador solo que está vez acompañó a Roberto Iglesias sacando el 34,56% (300.852 votos) logrando el segundo lugar.
Desde el 23 de noviembre de 2015 ocupa la Presidencia Provisional de la cámara de Senadores Provincial, cuando asumió destacó que ayudaría a Laura Montero en la tarea que tendrá por delante en la Legislatura provincial.[cita requerida] En 2005 fue denunciado por malversación de fondos públicos. Finalmente terminó su mandato como senador provincial y presidente provisional el 19 de abril de 2022.
Fue presidente del Partido Radical en la provincia (1997-2001) y del Consenso Federal (2007-2010) apoyando a Julio Cobos cuando era Vicepresidente de la Nación.